# Cornelia Hahn Oberlander
Cornelia Hahn Oberlander (geboren am 20. Juni 1921 in Mülheim an der Ruhr; gestorben am 22. Mai 2021 in Vancouver) war eine deutsch-kanadische Landschaftsarchitektin.

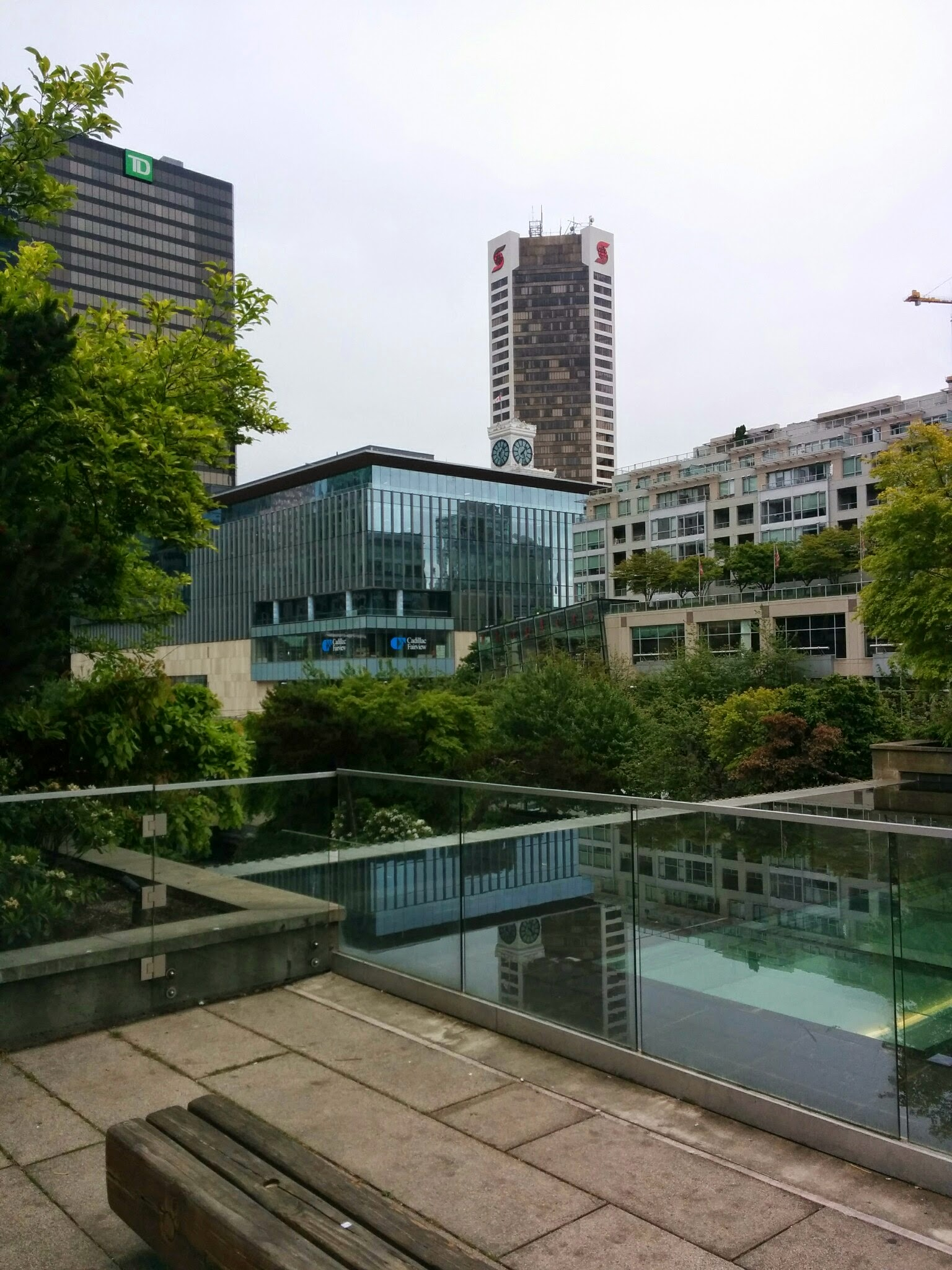
Robson Square (2015)

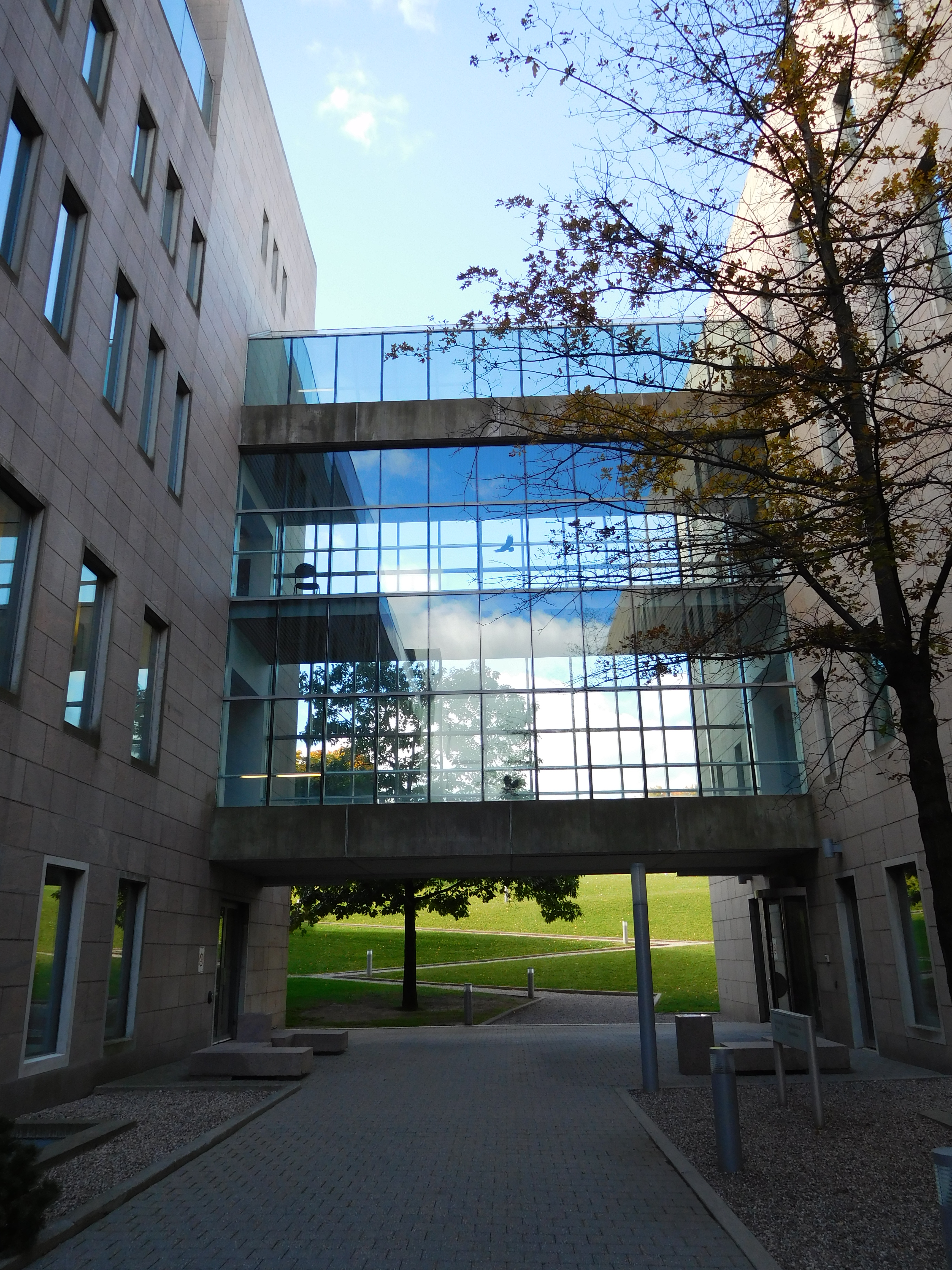
National Gallery of Canada

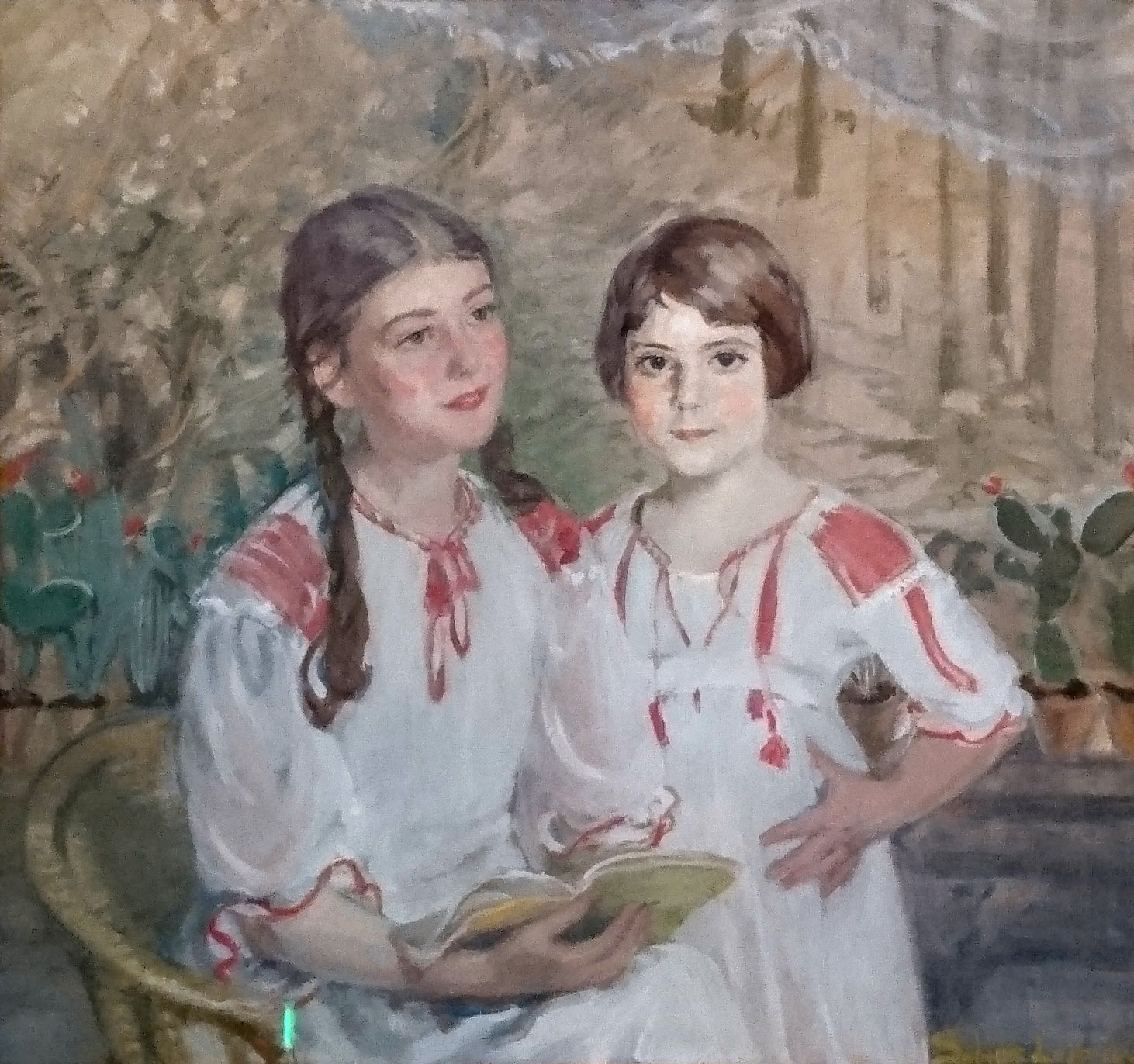
Sabine Lepsius: Cornelia und Charlotte Hahn (1932)

## Leben
Cornelia Hahn war eine Tochter des Ehepaars Franz Hahn (1891–1933) und Beate Hahn (1894–1970). Beide Elternteile stammten aus assimilierten jüdischen Familien. Der Pädagoge Kurt Hahn war ein Onkel, die Archäologin Elisabeth Jastrow eine Tante. Cornelia Hahn floh 1938 mit ihrer Mutter und ihrer Schwester Charlotte aus dem nationalsozialistischen Deutschland in die USA. Auch die Großmutter Anna Seligmann Jastrow fand einen Weg über Kuba in die USA. Die Familie betrieb zunächst eine Gärtnerei in New Hampshire. Hahn studierte am Smith College, wurde 1944 graduiert, und studierte danach Landschaftsarchitektur an der Harvard Graduate School of Design mit einem Masterabschluss 1947.
Hahn heiratete 1953 den in Wien geborenen und ebenfalls emigrierten Stadtplaner Peter Oberlander. Aus der Ehe gingen drei Kinder hervor. Hahn Oberlander gründete 1953 in Vancouver das Architekturbüro Cornelia Hahn Oberlander Landscape Architects. Eines ihrer ersten Projekte war 1951 ein Kinderspielplatz für eine von Louis I. Kahn geplante Wohnanlage mit einem Obstbaum und einem Gemüsebeet. Sie plante 70 weitere Kinderspielplätze, darunter auch den im kanadischen Pavillon der Expo 67 in Montreal.
Hahn Oberlander führte unter anderem Aufträge beim C. K. Choi Building in Vancouver, beim Dachgarten der Vancouver Public Library, beim Northwest Territories Legislative Building, beim Peacekeeping Monument in Ottawa, bei der Kanadischen Botschaft in Washington, D.C., der National Gallery of Canada, dem Museum of Anthropology und dem Robson Square in Vancouver aus. Das von ihr mitgestaltete Besucherzentrum im VanDusen Botanical Garden erfüllte 2011 die LEED-Kriterien für ökologisches Bauen.
Hahn Oberlander wurde 1990 in den Order of Canada aufgenommen und 1996 in den Order of British Columbia. Sie erhielt mehrere Ehrendoktorwürden. 2021 erhielt sie posthum den Freedom of the City Award  der Stadt Vancouver, die höchste Auszeichnung der Stadt.
Die Cultural Landscape Foundation in Washington, D.C. vergibt seit 2021 alle zwei Jahre den Oberlander-Preis für herausragende Landschaftsarchitektur.

## Schriften (Auswahl)
- Playgrounds 1972: a plea for utopia or the re-cycled empty lot. Ottawa, 1972.
- mit Ira Bruce Nadel, Lesley R. Bohm: Trees in the city. Pergamon Press, Toronto 1978.
- mit Elisabeth Whitelaw, Eva Matsuzaki: Introductory manual for greening roofs for Public Works and Government Services Canada. Public Works and Government Services Canada, Québec 2002.
- Cornelia Hahn Oberlander on pedagogical playgrounds. Concordia University, Montreal. P.q. 2022, ISBN 978-1-988111-37-7.